# Avortement au Luxembourg
L'avortement au Luxembourg est libéralisé depuis le 15 novembre 1978. Depuis les réformes en 2012, les médecins qui choisissent de ne pas procéder à un avortement sont tenus de référer la patiente à un autre médecin.  

## Conditions d'accès
Avant la fin des 12 semaines après la conception (14 semaines après les dernières règles), une femme qui se déclare « en détresse » peut obtenir un avortement après deux consultations avec un médecin et un assistant psycho-social, avec un délai d'attente d'au moins trois jours. Un avortement à des stades ultérieurs ne peut être obtenu que lorsque deux médecins certifient qu'il existe un danger pour la mère ou le fœtus. Les patients mineurs doivent être accompagnés d'un adulte de confiance aux réunions et à la procédure elle-même. Les avortements peuvent être pratiqués dans les hôpitaux, les cliniques et les cabinets médicaux. 
Avant l'adoption des réformes en 2012, seul un médecin pouvait déterminer si une femme était "en détresse". Les avortements au cours des douze premières semaines ne sont autorisés qu'en cas de menace pour la santé physique ou mentale de la mère, de risque sérieux que l'enfant naisse avec une maladie grave ou des malformations graves, ou de grossesse résultant d'un viol. Les patientes mineures devaient obtenir le consentement de leurs parents pour avorter, et les avortements ne pouvaient être pratiqués que dans les hôpitaux et les cliniques,,.
De nombreux médecins luxembourgeois refusent de fournir des services d'avortement en tant qu'objecteurs de conscience. Les médecins qui choisissent de ne pas procéder à un avortement, ou qui sont incapables de le faire, sont tenus de référer la patiente à un autre médecin en vertu de la loi de 2012.